# HotMen CoolBoyz
Pour plus de détails, voir Fiche technique et Distribution.
HotMen CoolBoyz ou H.M.C.B. est un film pornographique gay danois produit par Zentropa et  sorti en 2000.

## Synopsis
Six tableaux, richement inspirés de la culture gay et créés par la société de production de Lars von Trier.

## Fiche technique
- Réalisation : Knud Vesterskov
- Scénario : Knud Vesterskov
- Musique originale : 	Peter Kyed, Peter Peter
- Photographie : Marco Bellini
- Montage : Henrik Vincent Thiesen
- Producteurs : Lene Børglum, Peter Aalbæk Jensen, Lars von Trier
- Production : HotMale
- Distribution : Colmax
- Pays :  Danemark
- Langue : anglais
- Durée : 96 minutes
- Dates de sortie : 
  -  Danemark : avril 2000
  -  France : 6 octobre 2004

## Distribution
- Billy Herrington : Bondage Master / Roman Orgy Master
- Rune Gärtner : Narcissus / Gladiator
- Michael Thomsen : Tropical Lover / Pool Lover / Roman Orgy Slave Boy
- Bo Larsen : Pan / Pool Lover / Gladiator
- Taus Stanley Borgquist : Tropical Lover / Roman Orgy Slave Boy (as Taus Borgquist)
- Percy Mundt : Bondage Slave
- Søren Damgaard Mikkelsen : Bondage Slave
- Steven Gauvin	Steven Gauvin : Man with Gun
- Ron Athey : Narrator
- Lulu : Dr. Wanda Icemann